# 阿并洛古乡
阿并洛古乡，是中华人民共和国四川省凉山彝族自治州昭觉县曾经下辖的一个乡。2021年1月12日，撤销阿并洛古乡，原阿并洛古乡瓦一拖村、尔古村、吾合村所属行政区域为竹核镇的行政区域；原阿并洛古乡洛伍阿木村所属行政区域为谷曲镇的行政区域。

## 行政区划
阿并洛古乡撤销前下辖以下地区：
阿毕洛古村、乌火列减村、乌洼以拖村和洛五阿莫村。